# Pierre Bonnemains
Pierre Bonnemains, puis baron de Bonnemains, né le 13 septembre 1773 à Tréauville et mort le 9 novembre 1850 au Mesnil-Garnier, dans la Manche, est un général français de la Révolution et de l'Empire et un homme politique.

## Biographie

### De la Révolution à l'Empire
Élevé au collège de Valognes, il entre en 1792 au service en qualité d'adjudant-major d'un bataillon de gardes nationaux de la Manche. Le 20 mai 1793, il passe sous-lieutenant dans les dragons de la Manche, depuis 12e dragons, et en 1797, il est capitaine aide de camp du général Tilly. Il fait plusieurs campagnes aux armées du Nord et de Sambre-et-Meuse. Nommé chef d'escadron sur le champ de bataille le 21 avril 1800, puis major du 16e régiment de chasseurs à cheval le 28 octobre 1803, et colonel du 5e chasseurs le 20 septembre 1806, il fait les campagnes de 1806, et 1807 à la Grande Armée. Il se distingue à Schleiz, Iéna, Lübeck et Friedland. Il est fait dans l'intervalle baron de l'Empire le 20 septembre 1806.
Officier de la Légion d'honneur le 14 mai 1807, Bonnemains passe en Espagne. Il se distingue à la bataille de Burgos, à Truxillo, à Medellín et à Talavera en 1809, ainsi qu'à la bataille d'Algésiras en 1812. Général de brigade le 6 août 1811, il reste en Espagne jusqu'au commencement de 1813, puis passe en Italie et fait sous le prince Eugène de Beauharnais les campagnes de 1813 et 1814 en Saxe et en France. Il commande quelquefois l'avant-garde et se fait remarquer à la bataille de Caldiero et à celle de Villafranca, contribue au succès de la bataille du Mincio et est proposé pour le grade de lieutenant-général. Il est commandeur de la Légion d'honneur et chevalier de l'ordre de la Couronne de fer. Le 19 juillet 1814, Bonnemains est fait chevalier de Saint-Louis et obtient pendant les Cent-Jours le commandement d'une brigade de cavalerie sous les ordres du maréchal Grouchy. Jusqu'au dernier moment, il témoigne de son dévouement à la cause de Napoléon Ier.

### Au service du roi
Après la bataille de Waterloo, il est de nouveau désigné pour le grade de lieutenant-général mais cette nomination n'est pas confirmée par le roi. Pendant quelques années, le général Bonnemains reste dans l'ombre, mais il finit par s'entendre avec les Bourbons, est créé vicomte, fait la campagne d'Espagne en 1823 et est enfin nommé lieutenant-général le 22 juin de la même année. Commandeur de Saint-Louis le mois suivant puis gentilhomme de la chambre du roi de France, il devient également commandant de la Corse et grand officier de la Légion d'honneur.
En 1830, candidat malheureux à la députation de la Manche pour la circonscription de Valognes contre un autre officier bonapartiste, Armand de Bricqueville, il est élu dans le collège du département de la Manche. De nouveau battu en 1831 (collège de Périers), les électeurs du 5e collège de la Manche (Coutances) l'élisent à la Chambre des députés en 1837, 1839 et 1842, où il soutient la majorité ministérielle. Le 14 août 1845, il devient pair de France. Il sera maire pendant de 1840 à 1850 du Mesnil-Garnier et conseiller général de 1830 à 1848. Envoyé en Algérie en 1839, pour réorganiser la cavalerie, il est placé à son retour de cette mission, en 1840, dans le cadre de réserve avant d'être admis à la retraite le 30 mai 1848. Son nom est inscrit sur l'arc de triomphe de l'Étoile, à Paris.
Un ancien cavalier du 5e chasseurs, le général François Dumonceau, évoque le « caractère loyal et droit » de Bonnemains et souligne que ce dernier continuait de jouir, même après son départ, d'une popularité importante au sein de cette unité, « qu'il parut mériter par ses formes aimables autant que par les mérites qu'on se plaisait à vanter ».

## Famille
Il est le père de Charles-Frédéric de Bonnemains (1814-1885), qui fut général durant la guerre franco-prussienne et qui s'illustra à la tête de sa cavalerie lors de la bataille de Frœschwiller et le grand-père de Pierre de Bonnemains, dont l'épouse, Marguerite Brouzet, fut la maîtresse du général Boulanger.

## Distinctions
- Légion d'honneur :
  - Légionnaire le 25 mars 1804, puis,
  - Officier le 14 mai 1807, puis,
  - Commandant le 30 janvier 1814, puis,
  - Grand officier de la Légion d'honneur le 30 octobre 1829 ;
- Chevalier de l'ordre de la Couronne de Fer ;
- Chevalier de Saint-Louis le 19 juillet 1814 ;

## Armoiries
| Figure | Blasonnement |
|        | Armes du baron Bonnemains et de l'Empire (décret du 19 mars 1808, lettres patentes de mai 1808 (Bayonne)) De sinople, à la cotice d'or chargée de trois étoiles d'azur, adextrée d'un lion couché d'or soutenu de deux sabres d'argent à poignée d'or renversés et croisés en sautoir, franc quartier de baron sorti de l'armée, bordure de gueules., Livrées : rouge, jaune, verd dans les galons seulement. |